# Mordellistena pyrenaea
Mordellistena pyrenaea es una especie de coleóptero de la familia Mordellidae.

## Distribución geográfica
Habita en el este de los Pirineos (España y Francia).